# Holubník (Ralská pahorkatina)
Holubník (563 m n. m.) je vrch v okrese Liberec Libereckého kraje, ležící asi 1 km zsz. od vsi Hoření Paseky, na katastrálním území Rozstání pod Ještědem. Je to nejvyšší bod Podještědské pahorkatiny.

## Popis vrchu
Je to nevýrazná kupa s vrcholovou plošinou na svahu Ještědského hřbetu, kam nejvýše vybíhá Podještědská pahorkatina. Vrch je tvořen křemennými pískovci. Z východní strany vrch výrazně obkružuje údolí Ploučnice, která výše severovýchodním směrem pramení. Na počátku tohoto údolí nejprve leží Kyselinčí kopec (573 m n. m.), který náleží již do sousedního geomorfologického okrsku. Vrch je zalesněn převážně jehličnatými porosty.

## Geomorfologické zařazení
Vrch náleží do celku Ralská pahorkatina, podcelku Zákupská pahorkatina, okrsku Podještědská pahorkatina, podokrsku Křižanská pahorkatina a Druzcovské části.

## Přístup
Automobilem se dá nejblíže dopravit do Hořeních Pasek. Odtud vede severozápadně žlutá turistická stezka (kolem skalního převisu Jeřmanská skála) k rozcestí U Pruského kříže, kde se napojuje červená stezka, a ta již vede na jih přes Holubník.